# Provincie Santa Cruz de Tenerife
Provincie Santa Cruz de Tenerife je jednou z 50 provincií Španělska. Společně s blízkou provincií Las Palmas tvoří ostrovní autonomní společenství Kanárské ostrovy. Provincie sestává ze 4 ostrovů vulkanického původu – Tenerife, La Palma, La Gomera a El Hierro, dále pak z několika malých ostrůvků. Jedná se o nejzápadnější a nejjižnější španělskou provincii. Počet obyvatel provincie je přibližně 1,07 milionu. Hlavním městem je stejnojmenné Santa Cruz de Tenerife na východním pobřeží ostrova Tenerife.

## Historie
V roce 1833 bylo Španělsko rozděleno na 49 provincií. Kanárské ostrovy byly tvořeny jedinou provincií s hlavním městem Santa Cruz de Tenerife. V roce 1927 se provincie rozdělila na 2 nové – východní ostrovy vytvořily provincii Las Palmas (Gran Canaria, Fuerteventura a Lanzarote) a západní ostrovy vytvořily provincii Santa Cruz de Tenerife, celkové číslo španělských provincií se tak zvýšilo na současných 50.

## Příroda
Na území provincie se nacházejí 3 španělské národní parky.  Jedná se o Pico del Teide na ostrově Tenerife (nejvyšší bod Španělska), Garajonay na ostrově La Gomera a Caldera de Taburiente na ostrově La Palma. Zároveň jsou ostrovy El Hierro a La Palma biosférickými rezervacemi UNESCO. 

## Fotogalerie

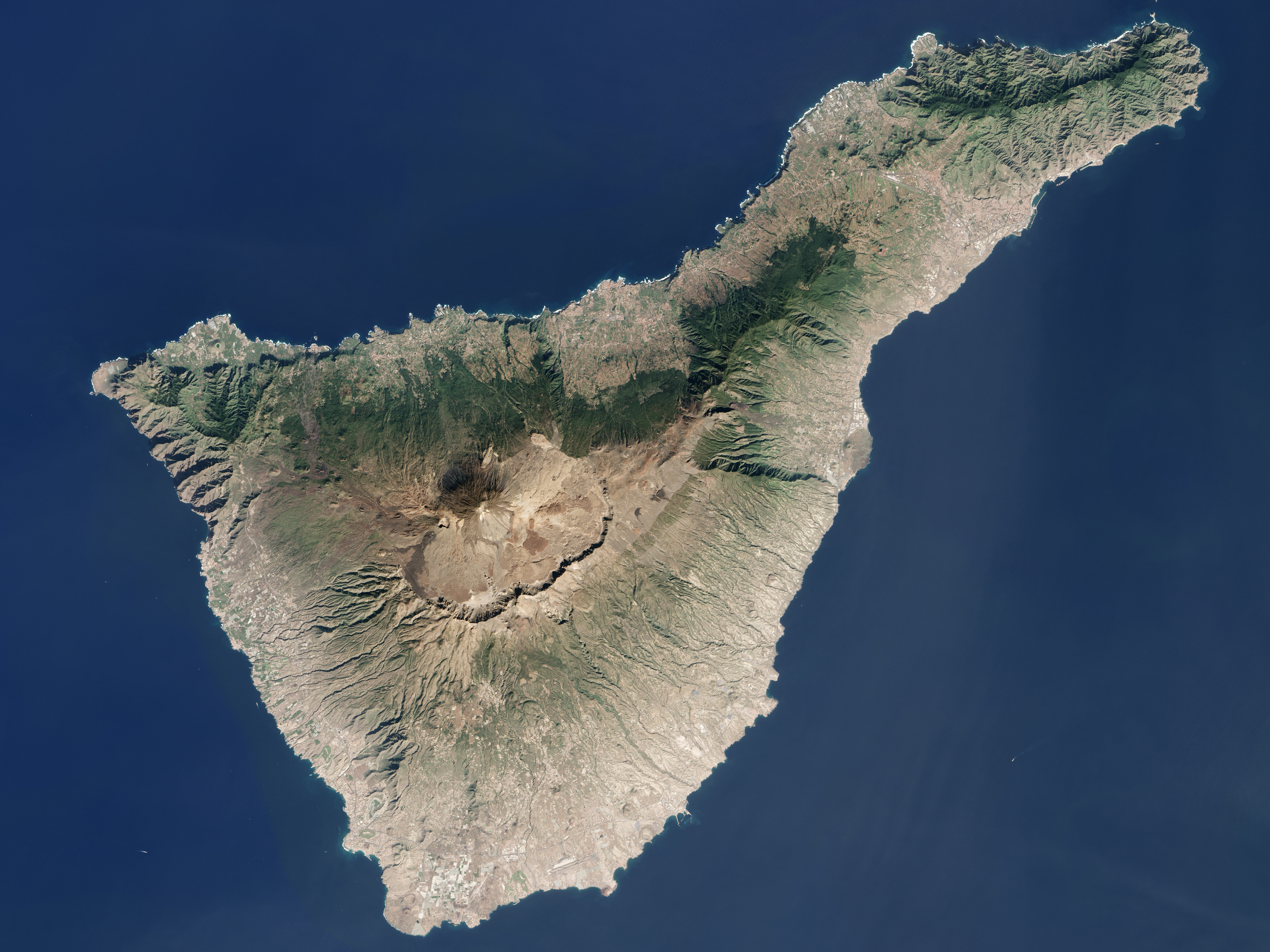
Tenerife
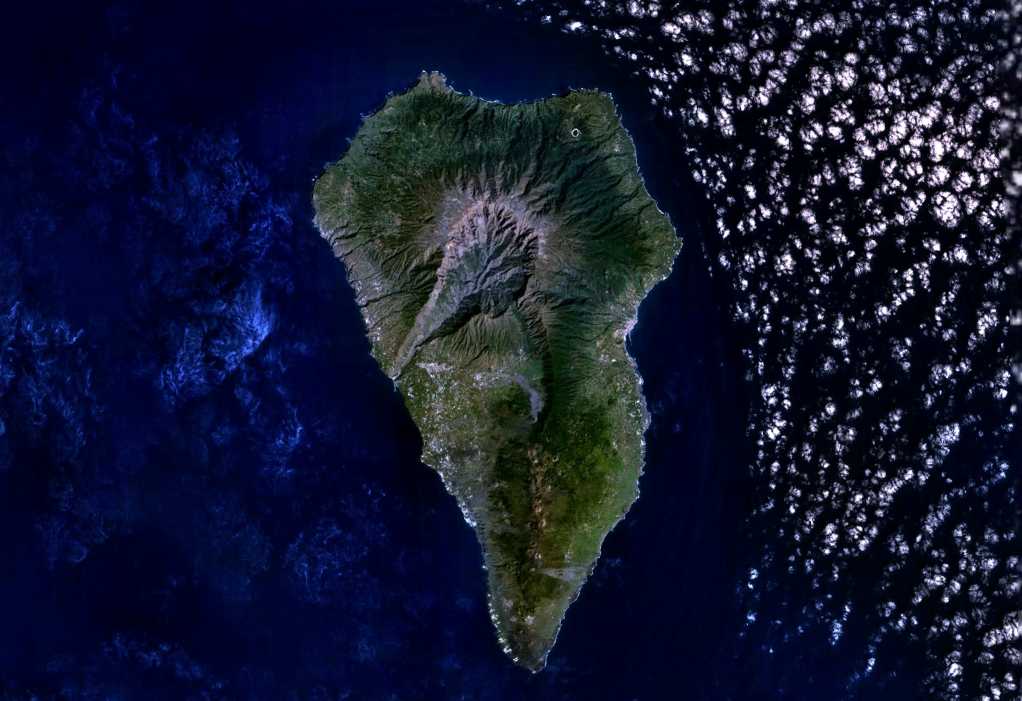
La Palma
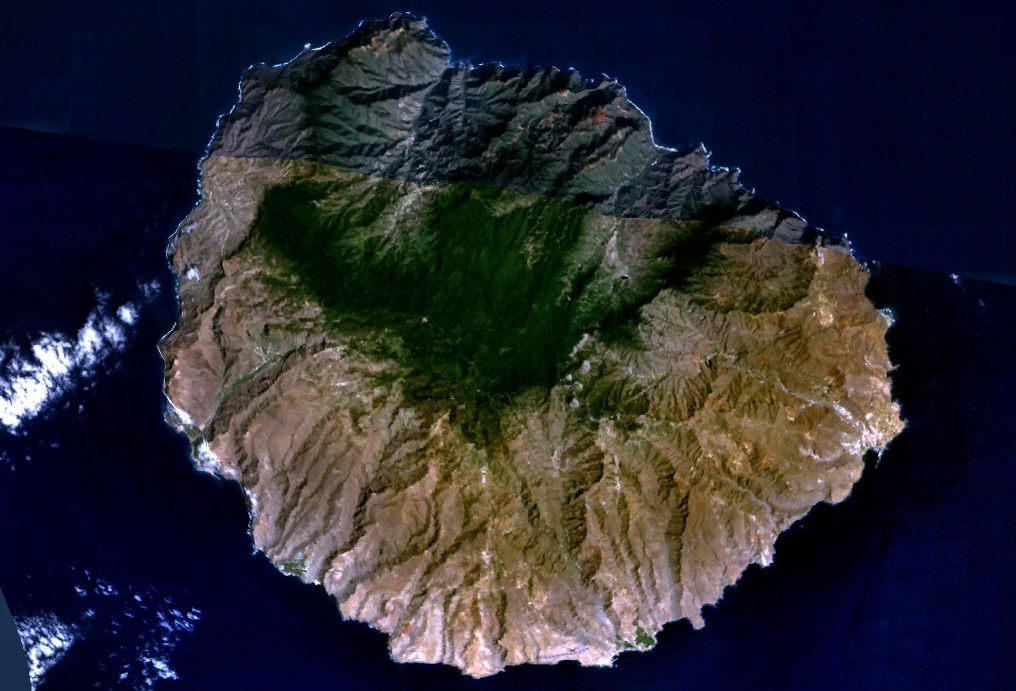
La Gomera
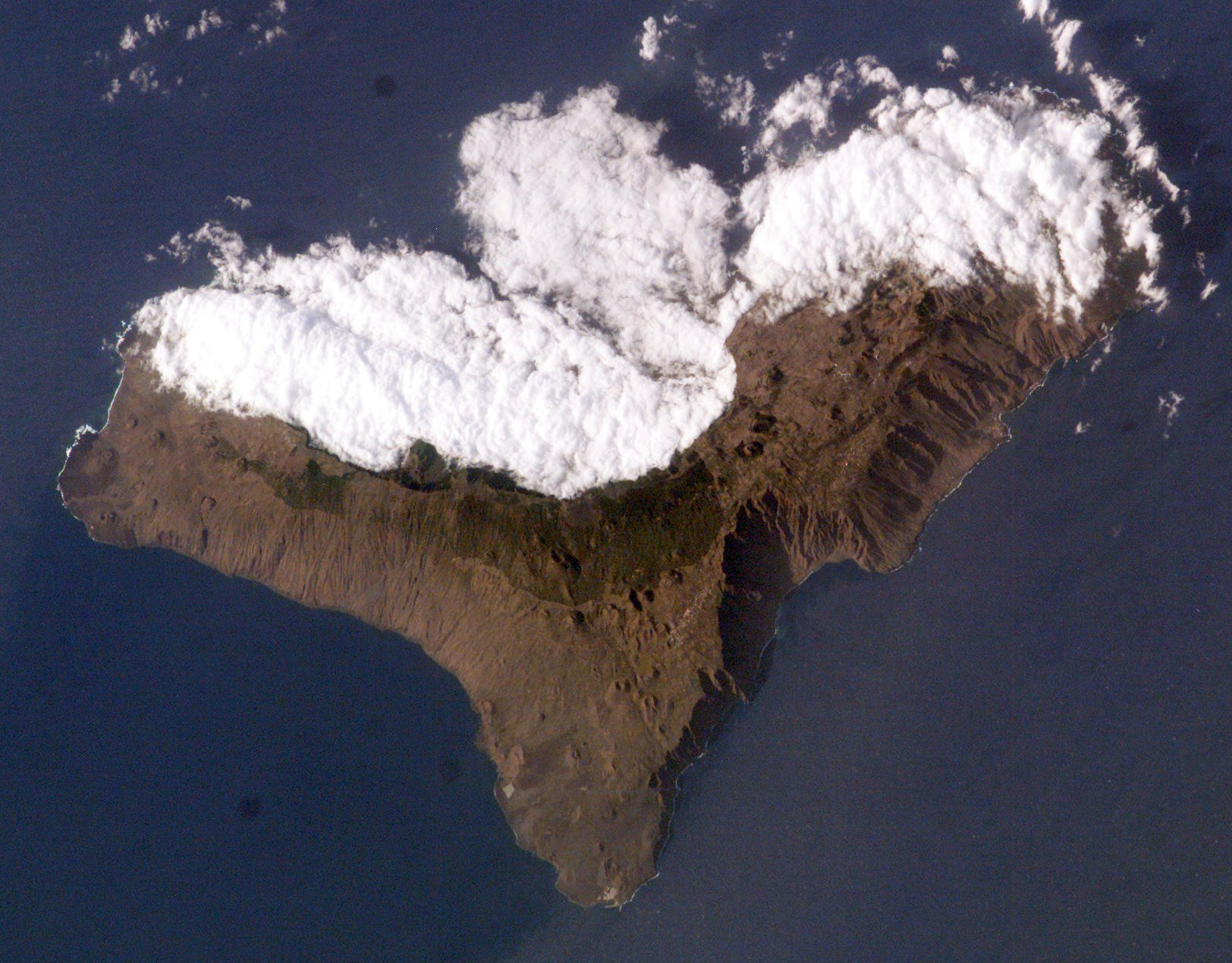
El Hierro